# Oudheidkamer Texel
De Oudheidkamer Texel is een streekmuseum in het centrum van Den Burg op het Noord-Hollandse eiland Texel. Het museum bestaat uit een woonhuis met kruidentuin aan de Kogerstraat 1.

## Geschiedenis
Het huis werd gebouwd in 1599 en is een van de oudste huizen van het eiland. Het werd destijds gebouwd als gasthuis voor reizigers en mensen die tijdelijk dakloos waren. Boven de hoofdingang staat dan ook de tekst: Wie zijn oren stopt voor het roepen der armen, God zal hem niet ontfarmen. In 1954 is het gebouw gerestaureerd en tegenwoordig is in het pand een streekmuseum gevestigd waarin het leven op het eiland van eind 19e eeuw wordt getoond. Er zijn meubels, gebruiksvoorwerpen, kunst, prenten en klederdracht uit die tijd te zien. Achter het huis is een kruidentuin te vinden waar o.a. zwartmoeskervel groeit.

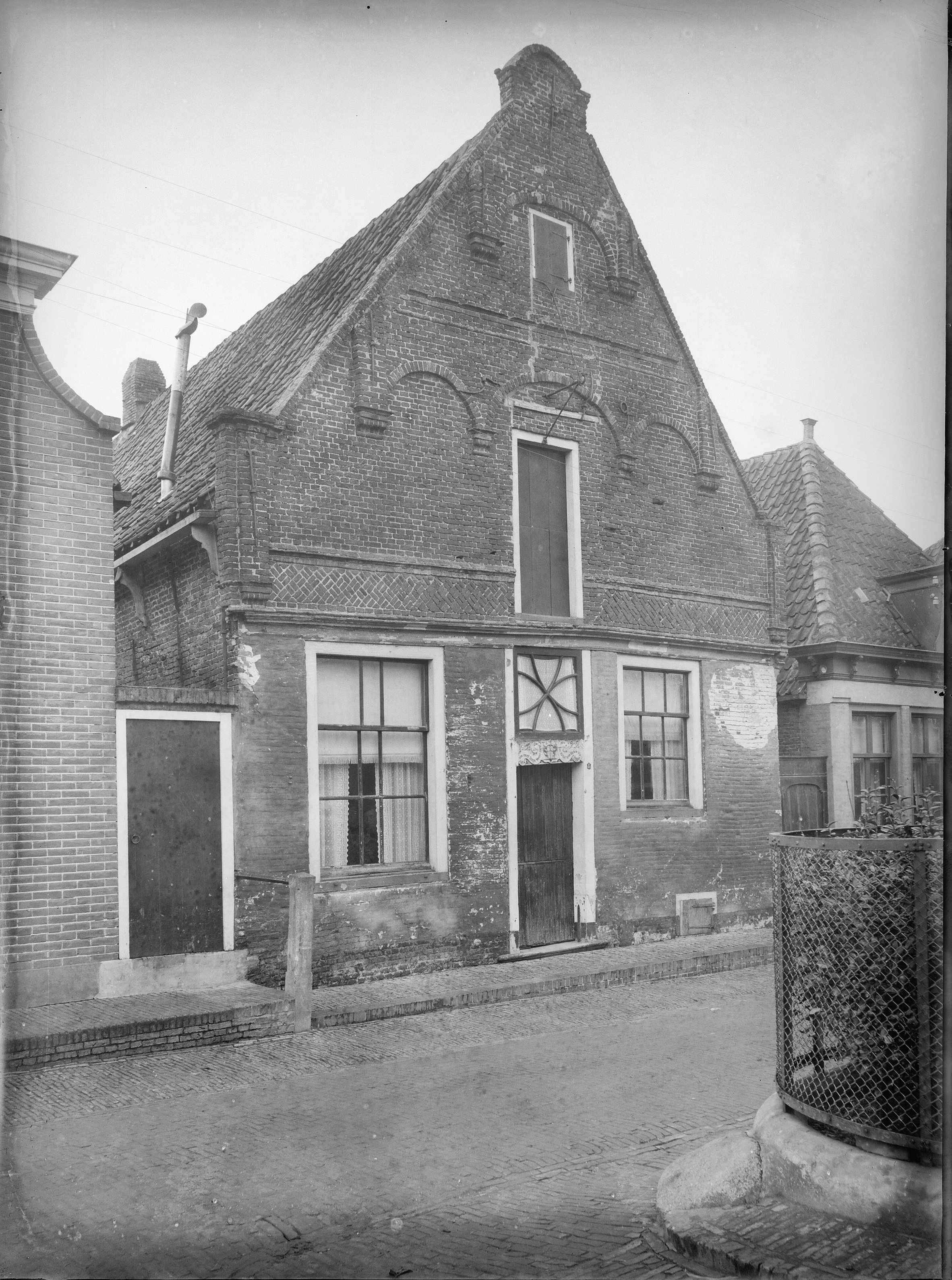
Het huis voor de restauratie

## Wetenswaardigheden
Het pand is aangewezen als rijksmonument en werd in 2013 uitgegeven als het 94e Delfts blauwe huisje van KLM.